# آ لوی منطقه
آ لوی منطقه (به لاتین: A Lưới District) در ویتنام با جمعیت ۳۸٬۶۱۶ نفر است که در شمال ساحل مرکزی واقع شده‌است.